# Бульгарограссо
Бульгарограссо (итал. Bulgarograsso) — коммуна в Италии, располагается в регионе Ломбардия, подчиняется административному центру Комо.
Население составляет 2984 человека, плотность населения составляет 995 чел./км². Занимает площадь 3 км². Почтовый индекс — 22070. Телефонный код — 031.
Покровительницами коммуны почитаются святая Агата, празднование 5 февраля, и святая Анна, празднование 26 июля.